# Kloster Barsinghausen

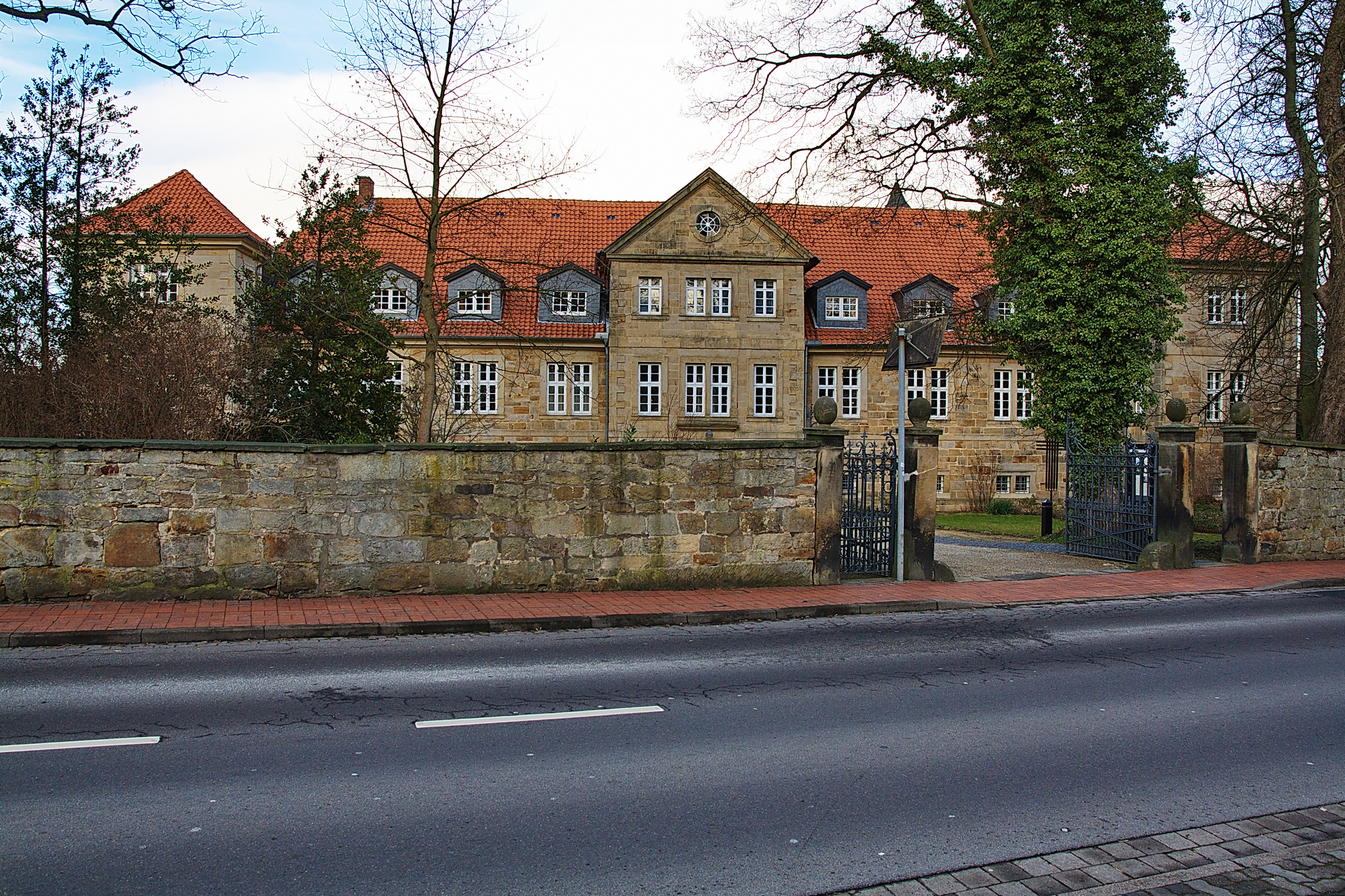
Klostergebäude

Kloster Barsinghausen ist ein evangelisches Frauenstift in Barsinghausen in der Region Hannover. Es ist eines der fünf Calenberger Klöster, die von der Klosterkammer Hannover verwaltet werden.

## Geschichte

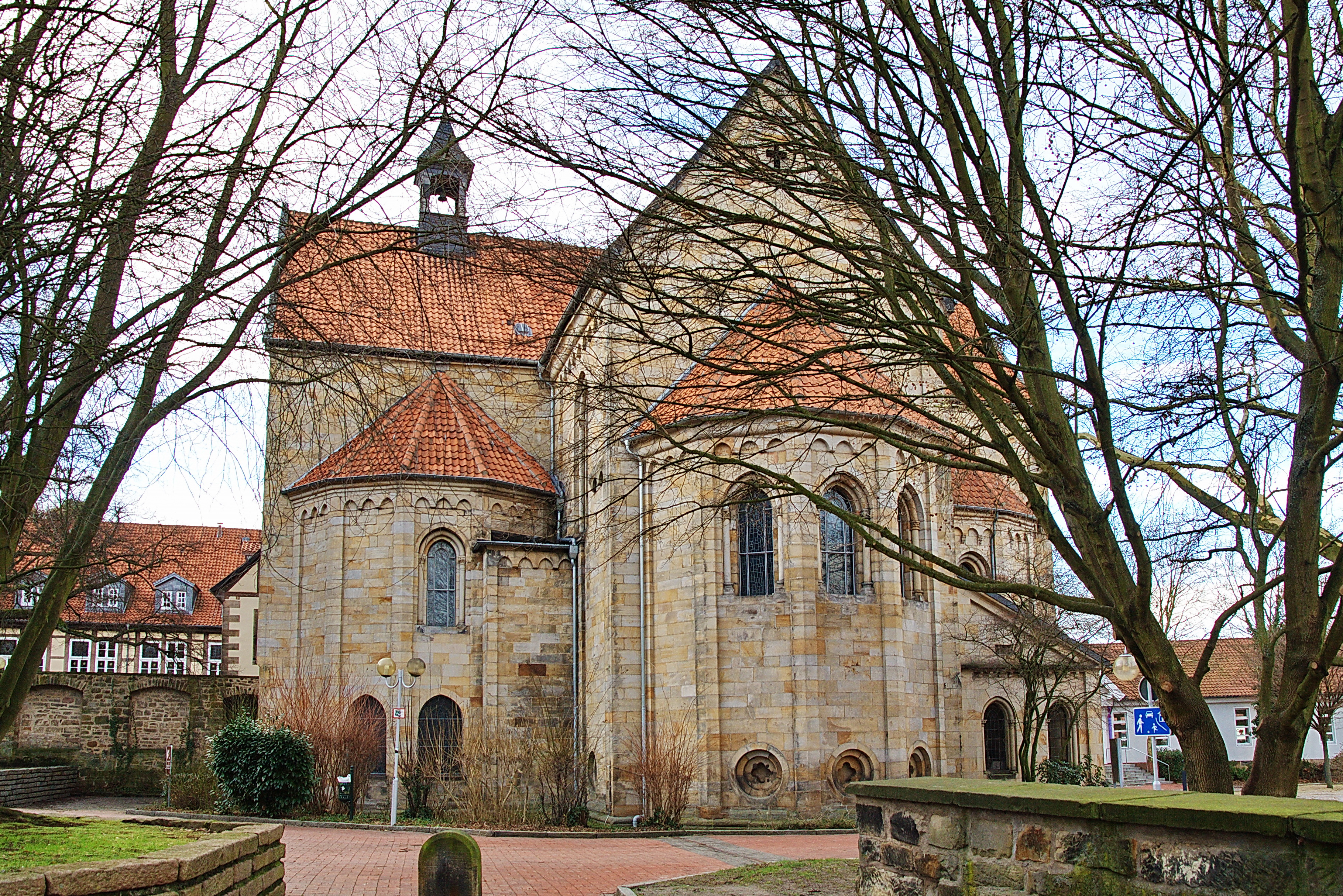
Klosterkirche St. Marien

Das Kloster Barsinghausen wurde erstmals 1193 urkundlich erwähnt. Das Kloster wurde von Graf Wedekind von Schwalenberg einige Jahre zuvor als Doppelkloster (Augustinerchorherren und Augustinerchorfrauen) gestiftet, ab 1229 verzeichnet die Chronik aber ausschließlich Nonnen. Es ist das älteste der fünf im ehemaligen Fürstentum Calenberg gelegenen Frauenklöster. 1543 wurde im Kloster die Reformation eingeführt, das Kloster in die Klosterkammer Hannover überführt. Die Klosterkirche St. Marien ist seitdem auch die Pfarrkirche der evangelisch-lutherischen Mariengemeinde. Nach schweren Schäden am Gebäude während des Dreißigjährigen Krieges wurde es erst in den Jahren 1700 bis 1704 wieder aufgebaut.
Zuletzt wurde das Kloster nur noch von einigen Konventualinnen bewohnt. Seit 1996 führen die Schwestern der Evangelischen Kommunität Kloster Barsinghausen den klösterlichen Rhythmus von „Bete und Arbeite“ (ora et labora) fort. Die Kommunität ist Teil der Diakonischen Schwesternschaft Wolmirstedt e. V., die 1954 bei Magdeburg gegründet wurde. Das Leben der Schwestern im Kloster orientiert sich an den drei evangelischen Räten: Gütergemeinschaft, Ehelosigkeit und Gehorsam.
Seit 2021 ist Henrike Wahl die Äbtissin des Klosters Barsinghausen. Sie folgt auf Barbara Silbe, die das Amt zuvor rund 20 Jahre innehatte.

## Klostergebäude
Die schlossartigen, wohlproportionierten Stiftsgebäude wurden in den Jahren 1700–1704 von Georg Sigismund Schmidt erbaut und sind südlich oberhalb der Klosterkirche angeordnet. Die im Geviert erbauten, eingeschossigen Trakte beziehen die Kirche an einer Seite ein. An den Ecken finden sich drei doppelgeschossige Risalite; die Südfront ist durch einen Mittelrisalit mit Dreiecksgiebel hervorgehoben. Das Kloster wird von einer Bruchsteinmauer eingefasst. Im Garten ist ein Ziehbrunnen und eine barocke Sonnenuhr zu finden.

## Haus Inspiratio
Während der Synode Mitte des Jahres 2013 stellte der damalige Präsident des Landeskirchenamtes Hannover, Guntau, die Entwicklungen zum Haus Inspiratio dar. Das Haus Inspiratio ist eine gemeinsame Einrichtung der Evangelisch-lutherischen Landeskirche Hannovers, der Evangelischen Kirche von Westfalen und der Evangelischen Kirche in Hessen und Nassau. Die Einrichtung soll Pastoren und anderen Mitarbeitern der Landeskirchen die Möglichkeit geben, zur Ruhe zu kommen und möglichem Burn-out oder Erschöpfungszuständen vorzubeugen und zu begegnen. Dafür stehen mehrere Appartements und Angebote wie Seminare und Programme mit Anregungen aus dem Musik- und Kunstbereich. Es soll der inneren Einkehr dienen. Es ist eines von nur drei Einrichtungen seiner Art in Deutschland. Das Haus Inspiratio wird durch das Haus kirchlicher Dienste der Landeskirche Hannovers verwaltet.